# San Francisco kommun, Lempira
San Francisco är en kommun i Honduras.   Den ligger i departementet Departamento de Lempira, i den västra delen av landet, 120 km väster om huvudstaden Tegucigalpa. Antalet invånare är 7 895.